# Adam Schlesinger
Adam Lyons Schlesinger (New York, 31 ottobre 1967 – Poughkeepsie, 1º aprile 2020) è stato un compositore, bassista e produttore discografico statunitense, membro dei gruppi musicali Fountains of Wayne e Ivy.
Nel corso della carriera vinse tre Emmy Award e un Premio Grammy, oltre ad essere candidato a un Premio Oscar, a un Golden Globe e a un Tony Award.

## Biografia
Schlesinger intraprese la carriera musicale dopo la laurea in filosofia al Williams College. Divenne noto soprattutto per aver scritto la canzone That Thing You Do, inserita nella colonna sonora del film Music Graffiti . Il brano gli valse una nomination all'Oscar alla migliore canzone e al Golden Globe per la migliore canzone originale. Successivamente, Schlesinger compose o contribuì con canzoni a colonne sonore di numerosi film, tra cui Scrivimi una canzone, Robots, Tutti pazzi per Mary, Io, me & Irene, Josie and the Pussycats, Scary Movie, Art School Confidential - I segreti della scuola d'arte, L'amore in gioco, The Manchurian Candidate, Il mio amico a quattro zampe, Orange County e Two Weeks Notice - Due settimane per innamorarsi.
Molto attivo in campo televisivo, Schlesinger scrisse i numeri di aperture delle cerimonie dei Tony Award nel 2011 e nel 2012, oltre che la canzone d'apertura di Jane Lynch per la 63ª edizione dei Premi Emmy. Schlesinger compose anche un gran numero di canzoni per Saturday Night Live e le serie Scrubs - Medici ai primi ferri, Gossip Girl e Crazy Ex-Girlfriend. Per la canzone della quarta stagione di Crazy Ex-Girlfriend "Antidepressants Are So Not a Big Deal" vinse il suo terzo Premio Emmy, avendone vinti due in precedenza rispettivamente per i suoi numeri di apertura e chiusura delle cerimonie dei Tony Award del 2011 e del 2012. Nel 2008 fece il suo debutto a Broadway in veste di compositore con il musical Cry-Baby, per cui ricevette una candidatura al Tony Award alla migliore colonna sonora originale.
Morì il 1º aprile 2020 all'età di 52 anni mentre era ricoverato da due settimane in un ospedale di Poughkeepsie, dopo aver contratto il COVID-19.

## Vita privata
Cugino dell'attore Jon Bernthal (di religione ebraica come lui), fu sposato dal 1999 al 2013 con la graphic designer Katherine Michel, dalla quale ebbe due figlie, Sadie e Claire.